# Internacionalización productiva
La internacionalización productiva es el proceso de expansión a nivel internacional del capital. Es el resultado de la característica fundamental del capital, su tendencia a expandirse o reproducirse para obtener más capital. La internacionalización productiva se lleva a cabo con la descomposición y diseminación internacional de los procesos productivos, obra de las grandes empresas transnacionales, o dicho de otra forma la división en diferentes países de los procesos productivos de una empresa para abaratar costes, ganar mercado, tener mejor aprovisionamiento o mejores políticas estatales a favor de las empresas transnacionales.
Este proceso ha tenido y tiene una gran repercusión en la economía mundial y ha sido el que ha conseguido estructurar, dicha economía mediante la fragmentación de las cadenas productivas, tal como la conocemos actualmente.

## Orígenes
La internacionalización la podemos enmarcar en esa parte de la historia de la humanidad y en nuestro caso en la historia económica, que no tienen un origen claro y sencillo, ni una fecha concreta en la que se pueda decir que es su principio. Su origen se puede concretar, de la manera más aproximada, en la segunda mitad del siglo XIX.
Cuando las grandes empresas de los países industrializados se lanzaron a controlar los yacimientos de materias primas, existentes en otros países, de los que ellas eran clientes. De esa forma pasaron a convertirse en propietarios de sus propios yacimientos de materias primas y así abaratar costes. Gracias a este hecho se inició la industrialización, el fenómeno que revolucionó la economía mundial. Este modelo primitivo de internacionalización productiva era muy simple ya que las empresas solo se internacionalizaban para conseguir materias primas a menos coste, más adelante las empresas trasladaron su producción a países extranjeros para conseguir entrar en los mercados exteriores sin tener que pasar por aranceles o medidas proteccionistas que les impedían mantener fluidas relaciones comerciales con ese mercado. 
Una gran causa de la proliferación de la internacionalización productiva fue la creación de las sociedades anónimas que tenían cuantioso capital líquido y necesitaban invertir para convertir esa liquidez en un aumento de la producción o lo que es lo mismo siguiendo la condición de existencia del capital, para reproducirse. Y tal vez al ver que esas nuevas sociedades anónimas eran muy rentables los pequeños inversores empezaron también a meter sus ahorros en el mundo bursátil pero estas empresas pronto vieron una pared en sus inversiones y era la falta de demanda y el exceso de liquidez ya que no encontraban sitios donde invertir esta desmesurada cantidad de dinero que tenían. De este modo y gracias a estas causas en 1929 se llegó a producir el mayor desastre bursátil de la historia el crack de 1929.
El periodo de entreguerras no fue muy favorable para la internacionalización productiva puesto que la inflación y el paro eran un gran problema en los años 30, también las políticas proteccionistas de los diferentes países no ayudaron en este proceso poniendo trabas para que no entrara capital extranjero en su territorio. Esto fue un retroceso en la historia de la internacionalización, lo que demuestra que este proceso no es continuo ni homogéneo.

## Desarrollo
Ciertamente podemos poner un punto de inflexión en la historia de la internacionalización productiva, podíamos decir que a partir de la Segunda Guerra Mundial la economía mundial cambia de manera transcendental. Tras el acontecimiento bélico más importante del siglo XX, la humanidad reflexiona sobre si los modelos de la época (tanto sociales, económicos como políticos) necesitan un cambio. Uno de los puntos álgidos de esa reflexión es el orden mundial y las relaciones mundiales.
Entre esos cambios de actitud uno de los mayores logros fue la creación de organismos internacionales para las relaciones internacionales, de esa forma se crearon instituciones mundiales como las Naciones Unidas, la OTAN y en ámbitos económicos el Fondo Monetario Internacional, el Banco Mundial y el Acuerdo General de Aranceles y Comercio (GATT).
Este último repercute de manera importante en la internacionalización productiva, el GATT es un acuerdo entre países, principalmente entre los aliados vencedores de la Segunda Guerra Mundial, que fomentaba el libre comercio entre ellos así como la libre circulación de capitales y factores productivos, en conclusión se abrieron las barreras para que la internacionalización productiva se propagase en esos países.
De una forma no tan directa el Fondo Monetario Internacional y el Banco Mundial también empujaron a la internacionalización productiva, gracias a ellos los países se abrieron sus barreras protecionistas.
Esos años donde los gobiernos de los países desarrollados siguieron las teorías keynesianas y aumentaron el gasto público invirtiendo incluso creando empresas que después de ser privatizadas se han convertido en la actualidad en grandes empresas transnacionales. En este periodo los estados también fomentaron la internacionalización productiva invierto por medio de la inversión extranjera directa (a partir de ahora IED) ese capital sobrante del país.
La crisis del petróleo de 1973, detonante de la verdadera crisis que se estaba gestando años atrás por el aumento de la inflación y la disminución de la demanda, propició un cambio de pensamiento en los gobiernos de los países desarrollados, cambiaron las políticas keynesianas por el nuevo pensamiento que afloró con fuerza en esa época y sigue vigente en nuestros días: el neoliberalismo. Volviendo casi por completo a las teorías de los clásicos los gobiernos empezaron a disminuir el gasto público y a dejar que el mercado regule la economía mundial. Con la disminución del gasto público se empezaron a privatizar empresas estatales lo que supuso un caldo de cultivo de un nuevo empuje de la internacionalización productiva. Las grandes empresas que se fortalecieron en la época anterior compraron estas empresas estatales de diferentes países internacionalizándose de una forma sencilla y muchas veces barata puesto que los gobiernos vendían a bajo precio estas empresas públicas para deshacerse lo más rápidamente posible de ellas y así disminuir el gasto público.
A partir de la década de 1990 la internacionalización productiva pone su punto de mira en otros lugares, en los Estados postsoviéticos, se les abría un nuevo mercado que necesitaba IED de manera rápida para tapar los agujeros de las grandes industrias que el estado había dejado huérfanas. De este modo estos países recibieron a las empresas transnacionales que aterrizaron en los nuevos mercados haciéndose con el control casi completo de las antiguas industrias estatales de la U.R.S.S así como de lo que era más importante, el mercado el cual tenían que abastecer.
En la actualidad todavía sigue habiendo una creciente internacionalización productiva por medio de la IED en países en vías de desarrollo pero lo que manda ahora es la internacionalización financiera. Los países desarrollados vuelven a tener exceso de liquidez y en vez de invertir en producción invierten en financiación lo que hace que los índices bursátiles tengan protagonismo en como fuente de riqueza. También los nuevos países industrializados empiezan a ver como muchas empresas foráneas están internacionalizándose de manera rápida, pero son casos de economías muy particulares como la de los BRICS.